# Сто франков «Молодой крестьянин»
Сто франков Молодой крестьянин — французская банкнота, эскиз которой разработан 7 ноября 1945 года и выпускалась Банком Франции с 10 марта 1947 года до замены на банкноту сто франков Бонапарт.

## История
Эта банкнота относится к новой серии «Знаменитые люди Франции и рабочие профессии» начатой по решению Генерального совета Банка Франции в 1945 году (темой этой банкноты стало сельское хозяйство и рыболовство). В эту серию входят банкноты пятьдесят франков Леверье и пятьсот франков Шатобриан. Серия выполнена в стиле ар-деко, вдохновившая разработку дизайна французских банкнот последней серии 1992 года.
Печаталась банкнота с 1946 по 1954 год и постепенно изымалась из обращения с 6 декабря 1954 года. Банкнота перестала быть законным платежным средством с 1 января 1963 года. Начиная с 1960 года обменивалась на один франк Сеятельница.

## Описание
Авторами банкноты стали художник Эжен Робер Пигьё(Poughéon) (1886—1955) и гравёры Андре Марлиат и Г. Ренье. Доминирующий цвет: красно-коричневый.
Аверс: портрет молодого крестьянина, на фоне инструмента для прополки и двух волов запряженных в ярмо.
Реверс: моряк с тремя малышами. Его жена, держит в руке маленького краба, играя со своими детьми. На заднем плане два корабля. Один стоит у пристани, а другой в открытом море.
Водяной знак — голова крестьянина. Размеры банкноты 130 мм х 85 мм.